# アルペンシア・スライディングセンター
アルペンシア・スライディングセンターは韓国平昌のアルペンシアリゾート内にあるアジアで唯一のボブスレー・リュージュ・スケルトンの兼用競技施設である。2018年平昌オリンピックのボブスレー・スケルトン・リュージュ会場として使用された。

## 概要
2018年平昌五輪に向けて建設。1288億ウォンの建設費を投じた。2017年のワールドカップや韓国代表の練習拠点として使用されている。全長は2,018mであり、国際リュージュ連盟、国際ボブスレー・スケルトン連盟公認のコースにもなっている。